# تيموثي هيل (سياسي)
تيموثي هيل (بالإنجليزية: Timothy Hill)‏ هو سياسي أمريكي، ولد في 9 نوفمبر 1981 في الولايات المتحدة. حزبياً، نشط في الحزب الجمهوري. وقد انتخب عضو مجلس نواب تينيسي.

## وصلات خارجية
- الموقع الرسمي